# 刘颖斌
刘颖斌，九三学社中央委员，上海市肿瘤研究所所长，上海交通大学医学院附属仁济医院胆胰外科主任医师、行政主任，研究方向包括胆道疾病和肿瘤等。刘颖斌已主持多个中国国家及省级科研项目，曾入选2011年度长江学者奖励计划特聘教授。